# Bilczyce
Bilczyce – wieś w Polsce, położona w województwie małopolskim, w powiecie wielickim, w gminie Gdów.
W latach 1975–1998 miejscowość administracyjnie należała do województwa krakowskiego.
Jest to druga pod względem wielkości (po Gdowie) wieś w gminie Gdów.

## Integralne części wsi
| SIMC    | Nazwa     | Rodzaj    |
| ------- | --------- | --------- |
| 0317719 | Brzezowa  | część wsi |
| 0317725 | Dwór      | część wsi |
| 0317731 | Dział     | część wsi |
| 0317748 | Gaj       | część wsi |
| 0317754 | Nowa Wieś | część wsi |
| 0317760 | Podedwór  | część wsi |
| 0317777 | Rudy      | część wsi |

## Zabytki
Obiekt wpisany do rejestru zabytków nieruchomych województwa małopolskiego.
- Zespół dworski: dwór, park z 2. poł. XIX wieku.

## Osoby związane z Bilczycami
- Marian Dydyński
- Władysław Mrozowski

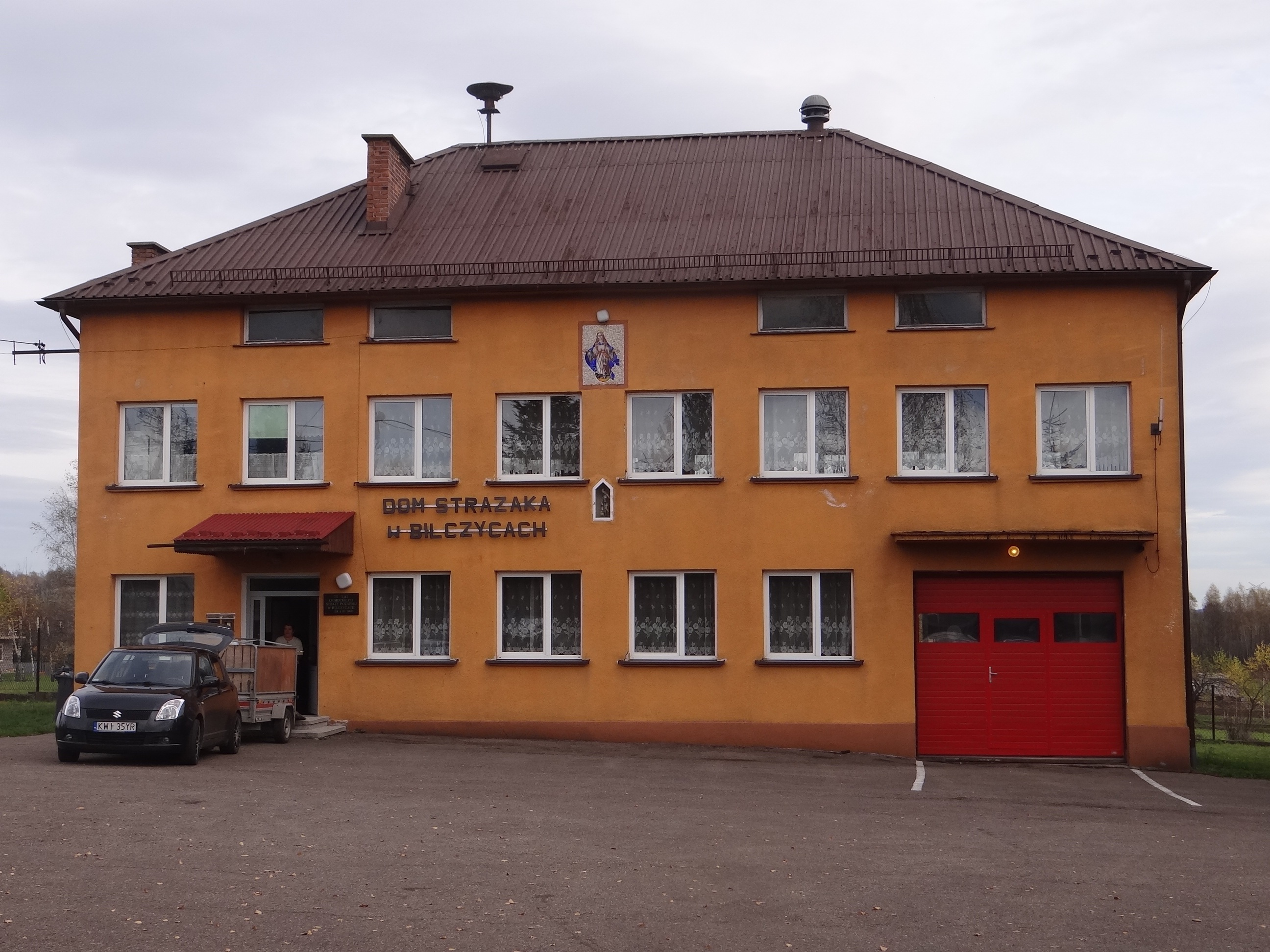
Remiza OSP
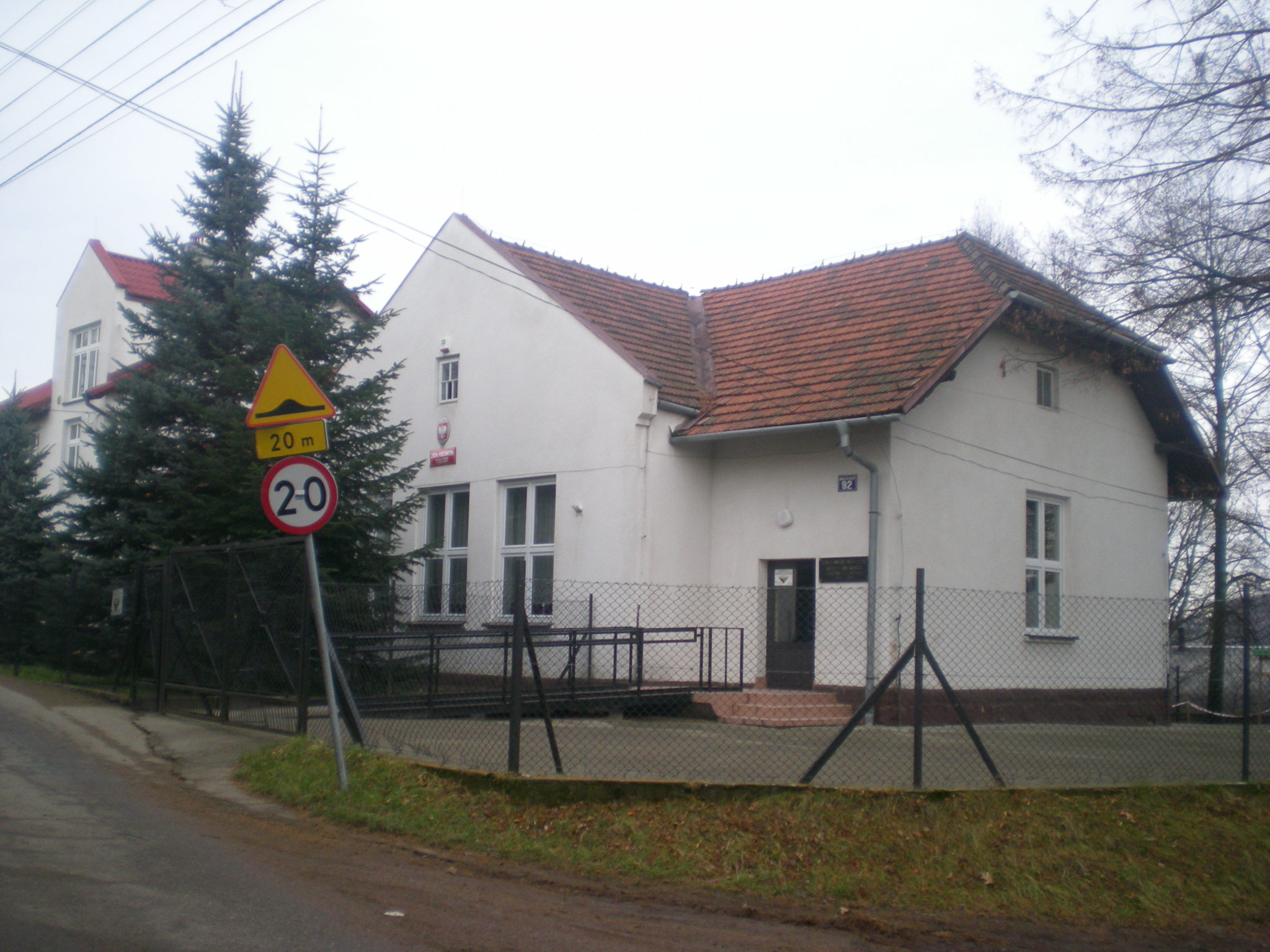
Szkoła Podstawowa